# اندرو استرامینجر
 اندرو استرامینجر (انگلیسی: Andrew Strominger؛ زاده ۳۰ ژوئیهٔ ۱۹۵۵) یک فیزیک‌دان اهل ایالات متحده آمریکا است.